# Styringomyia variegata
Styringomyia variegata är en tvåvingeart som beskrevs av Edwards 1914. Styringomyia variegata ingår i släktet Styringomyia och familjen småharkrankar. Inga underarter finns listade i Catalogue of Life.